# Raahe
Raahe (Zweeds: Brahestad) is een gemeente en stad in het Finse landschap Pohjois-Pohjanmaa. De gemeente heeft een landoppervlakte van 1.015,33 km² en telt 24.073 inwoners (2022).
Raahe dankt zijn naam aan Per Brahe de jongere, die de havenstad in 1649 stichtte. In 1791 kreeg Raahe stapelrecht. De houten huizen van de stad werden in 1810 voor een groot deel in de as gelegd. Bij de herbouw werd het centrale plein Pekkatori aangelegd. In de jaren zestig van de 20ste eeuw werd Raahe een belangrijk centrum van de staalindustrie. In 2013 werd de gemeente uitgebreid met Vihanti.
Raahe heeft een goed bewaard houten stadscentrum en een kerk in nationaal-romantische stijl, die in 1912 gereedkwam. Het door Josef Stenbäck ontworpen gebouw is het symbool van de stad.

## Partnersteden
Raahe onderhoudt jumelages met Košice (Slowakije), Rana (Noorwegen), Skellefteå (Zweden), Vårgårda (Zweden) en Tsjerepovets (Rusland).
Alavieska · Haapajärvi · Haapavesi · Hailuoto · Ii · Kalajoki · Kempele · Kuusamo · Kärsämäki · Liminka · Lumijoki · Merijärvi · Muhos · Nivala · Oulainen · Oulu · Pudasjärvi · Pyhäjoki · Pyhäjärvi · Pyhäntä · Raahe · Reisjärvi · Sievi · Siikajoki · Siikalatva · Taivalkoski · Tyrnävä · Utajärvi · Ylivieska
Voormalige gemeenten:
Haukipudas · Kestilä · Kiiminki · Kuivaniemi · Oulujoki · Oulunsalo · Paavola · Pattijoki · Piippola · Pulkkila · Rantsila · Rautio · Revonlahti · Ruukki · Saloinen · Temmes · Vihanti · Yli-Ii · Ylikiiminki